# Mačkatica
Mačkatica (cyr. Мачкатица) – wieś w Serbii, w okręgu pczyńskim, w gminie Surdulica. W 2011 roku liczyła 120 mieszkańców.